# احمد باکوخانف
احمد باکوخانف (ترکی آذربایجانی: Əhmədağa Məmmədrza oğlu Bakıxanov; ۵ سپتامبر ۱۸۹۲ – ۲۶ مارس ۱۹۷۳) نوازنده تار، معلم، هنرمند خلق و معلم افتخاری آذربایجان شوروی بود.

## زندگی
احمد باکوخانف ۵ سپتامبر سال ۱۸۹۲ در شهر باکو در امپراتوری روسیه به دنیا آمد. تا سال ۱۹۲۰ در رویدادهای موسیقی و کنسرت‌های برپا شده در باکو روی صحنه می‌رفت. از ابتدای سال ۱۹۳۰ به دعوت عزیر حاجی‌بیگف، آهنگ‌ساز شناخته شده آذربایجانی، به تدریس موسیقی مقامی پرداخت و سپس این کار را در کالج موسیقی تحت کنسرواتوار ملی آذربایجان ادامه داد.
در سال ۱۹۳۱ احمد باکوخانف گروه موسیقی سازهای محلی آذربایجان را بنیانگذاری نمود، که مادام‌العمر ریاست آن را عهده‌دار شد. گروه یادشده شامل تار، باغلاما، عود، قانون، نقاره، ابوا و پیانو بود. وی در طول عمرش تعدادی نت‌نویسیها همچون «رنگ‌های فولکلور آذربایجان» (۱۹۶۴)، «موسیقی‌های مقامی پرنواخت آذربایجانی» (۱۹۶۸) و «موسیقی مقامی، آهنگ و رنگ» (۱۹۷۵) ثبت کرد. یکی از شعب موزه دولتی فرهنگ موسیقی آذربایجان در منزل احمد باکوخانف گشایش یافته‌است.
احمد باکوخانف در ۲۶ ماه مارس سال ۱۹۷۳ در باکو درگذشت و در پارک مفاخر باکو به خاک سپرده شد.
در سال ۱۹۹۴ جهت گرامی‌داشت ۱۰۰- امین سالروز احمد باکوخانف یک مسابقه موسیقی سراسری میان جوانان و دانشجویان در رشته نواختن موسیقی مقامی در تار در جمهوری آذربایجان برگزار شد.

## جوایز
- معلم افتخاری آذربایجان شوروی - ۱۷ ژوئن ۱۹۴۳
- هنرمند افتخاری افتخاری آذربایجان شوروی- ۱۹۶۴
- هنرمند خلق آذربایجان شوروی- ۲۳ مارس ۱۹۷۳
- نشان شرف